# Nikolái Kamanin
Nikolái Petróvich Kamanin (Ruso: Николай Петрович Каманин) fue un militar soviético, nacido en Mélenki, gobernación de Vladímir, Imperio ruso, el 18 de octubre de 1908 (aunque en la documentación oficial aparece como nacido en 1909 debido a un error en la ficha escolar) y fallecido el 13 de marzo de 1981.

## Biografía
En 1927, entró en el Ejército Rojo. Tras el oportuno entrenamiento pasó a las filas de la Fuerza Aérea Soviética (VVS). En 1934, se convirtió en una celebridad cuando lideró el rescate de la Expedición Ártica Cheliuskin, cuando la tripulación del vapor Cheliuskin quedó atrapada en el hielo tras el hundimiento del barco. Kamanin realizó nueve aterrizajes en témpanos de hielo, recatando a 34 de los tripulantes, por lo que se le concedió el título de Héroe de la Unión Soviética.
Se lo envió a un entrenamiento avanzado en la Academia de Ingeniería Militar de Zhukovski. Tras su graduación fue nombrado comandante de una brigada aérea en 1938. Tras la Guerra de Invierno fue ascendido a jefe de distrito aéreo. 

### Gran Guerra Patria
En julio de 1942, tras la reorganización de las fuerzas aéreas soviéticas que siguió al desastroso inicio de la invasión nazi, fue ascendido a director de operaciones aéreas. Durante la II Guerra Mundial, Kamanin comandó varias unidades aéreas en el frente ucraniano y desarrolló nuevas tácticas para el Ilyushin Il-2 Sturmovik. Terminó la guerra en Praga.

### Posguerra
Tras la guerra, tuvo altos cargos en las fuerzas civiles DOSAAF (Sociedad de Voluntarios para la Ayuda al Ejército, la Fuerza Aérea y la Armada). Se graduó en el Cuartel General de la Academia Militar en 1956.

### Jefe del Cuerpo de Cosmonautas
De 1960 a 1971, fue jefe del Cuerpo de Cosmonautas Soviético a la par que ayudante del comandante en jefe de las Fuerzas Espaciales (en ausencia de este, fue comandante en jefe durante breves periodos). Durante ese periodo mantuvo un meticuloso registro de las actividades soviéticas conocido habitualmente como los diarios de Kamanin. Estos diarios constituyen una valiosísima fuente de información del desarrollo del programa espacial soviético a pesar de ser una visión subjetiva y de tener dos sospechosas lagunas en diciembre de 1968 y julio-agosto de 1969, fechas clave en la carrera espacial. En 1971, se produjo el mortal accidente de la Soyuz 11, donde los tres tripulantes murieron debido a una fuga de aire y no llevar trajes espaciales. Tras él fue acusado de no haber preparado adecuadamente a la tripulación para afrontar una incidencia así. Kamanin consideró que la decisión había sido injusta, pues la fuga era imposible de taponar a tiempo y él había solicitado reiteradamente que los cosmonautas llevaran trajes espaciales. 
Falleció el 13 de marzo de 1981 y fue enterrado en el Cementerio Novodévichi en Moscú.

## Fuente
- Encyclopedia Astronautica: Kamanin (en inglés)